# NGC 3117
NGC 3117 é uma galáxia elíptica (E) localizada na direcção da constelação de Sextans. Possui uma declinação de +02° 54' 48" e uma ascensão recta de 10 horas, 06 minutos e 10,4 segundos.
A galáxia NGC 3117 foi descoberta em 15 de Março de 1877 por Édouard Jean-Marie Stephan.